# Julia Budka
Julia Budka (née le 22 mars 1977 à Vienne) est une égyptologue autrichienne. Elle est professeur d'archéologie égyptienne et d'histoire de l'art à l'université de Munich.

## Biographie
Julia Budka étudie l'égyptologie et l'archéologie classique à l'université de Vienne, où elle obtient son doctorat en égyptologie en 2007 avec une thèse sur les tombes d'Asasif dirigée par Manfred Bietak et Helmut Satzinger. De 2004 à 2011, elle est assistante de recherche à l'université Humboldt de Berlin, avec un congé temporaire pour une collaboration à l'Institut archéologique allemand du Caire, puis assistante universitaire postdoctorale à l'Institut d'égyptologie de l'université de Vienne de mars 2011 à juillet 2012. Avec son prix « START et ERC 2012 », elle rejoint l'Académie autrichienne des sciences en octobre 2012.
En 2015, elle devient professeur d'archéologie égyptienne et d'histoire de l'art à l'université de Munich.

### Recherche
Les recherches de Budka portent sur les structures d'habitat, les nécropoles, les peintures rupestres et les céramiques en Égypte et en Haute Nubie. Lors de fouilles, elle découvre des traces de Nehi aussi bien en Égypte qu'en Nubie. Depuis, elle étudie en particulier la rencontre de ces deux cultures. En tant que travail de recherche interdisciplinaire intégrant la réception des hiéroglyphes égyptiens dans l'Antiquité tardive et le début des temps modernes, elle présente en 2005 la première étude scientifique complète de l'obélisque viennois érigé en 1777 dans le parc du château de Schönbrunn. Outre ses publications spécialisées, elle publie des articles sur l'histoire et la culture égyptiennes dans la revue de vulgarisation scientifique berlinoise Kemet.
En 2021 et 2022, Budka dirige des fouilles au Soudan et en Égypte, le « Munich University Attab to Ferka Survey Project » (MUAFS), le projet « ERC DiverseNile » et le projet « Anch-Hor ».

### Distinctions
Elle reçoit, entre autres bourses, une bourse DOC de l'Académie autrichienne des sciences en 2003, un prix START du FWF en juin 2012, et une ERC Starting Grant du Conseil européen de la recherche en juillet 2012,.
En 2014, elle est admise à la Jeune Curie de l'Académie autrichienne des sciences, et en 2019 en tant que membre correspondant.
En 2019, elle reçoit une ERC Consolidator Grant.

## Publications
- Der König an der Haustür. Die Rolle des ägyptischen Herrschers an dekorierten Türgewänden von Beamten im Neuen Reich, (= Veröffentlichungen der Institute für Afrikanistik und Ägyptologie der Universität Wien, Beiträge zur Ägyptologie. Bd. 19), Afro Pub, Vienne, 2001,  (ISBN 3-85043-094-4).
- Der Schönbrunner Obelisk. Symbolik und inhaltliches Programm des Hieroglyphendekors, (= Veröffentlichungen der Institute für Afrikanistik und Ägyptologie der Universität Wien. Bd. 103; Beiträge zur Ägyptologie. Bd. 21), Afro-Pub, Wien 2005,  (ISBN 3-85043-103-7).
- avec Petra Andrássy et Frank Kammerzell (Ed.), Non-textual marking systems, writing and pseudo script from prehistory to present times (= Lingua aegyptia, Studia monographica. Bd. 8), Seminar für Ägyptologie und Koptologie, Göttingen 2009.
- Bestattungsbrauchtum und Friedhofsstruktur im Asasif: eine Untersuchung der spätzeitlichen Befunde anhand der Ergebnisse der österreichischen Ausgrabungen 1969–1977, (= Untersuchungen der Zweigstelle Kairo des Österreichischen Archäologischen Institutes. Bd. 34; Denkschriften der Gesamtakademie / Österreichische Akademie der Wissenschaften. Bd. 59), Verlag der Österreichischen Akademie der Wissenschaften, Vienne, 2010,  (ISBN 978-3-7001-6678-8).
- AcrossBorders 1: The New Kingdom Town of Sai Island, Sector SAV1 North, Contributions to the Archaeology of Egypt, Nubia and the Levant 4, Austrian Academy of Sciences Press, Vienne, 2017,  (ISBN 978-3700180715).
- AcrossBorders 2: Living in New Kingdom Sai, (avec des contributions de Johannes Auenmüller, Annette M. Hansen, Frits B.J. Heinrich, Veronica Hinterhuber, Ptolemaios Paxinos, Nadja Pöllath, Helmut Sattmann, Sara Schnedl et Martina Ullmann), Archaeology of Egypt, Sudan and the Levant 1, Austrian Academy of Sciences Press, Vienne, 2020,  (ISBN 978-3-7001-8402-7).